# Jozef Jan Pompe van Meerdervoort
Jozef Jan Pompe van Meerdervoort (Maastricht, 17 september 1837 - Voorschoten, 29 november 1918) was een Nederlands rechter en politicus.
Pompe van Meerdervoort, telg uit het geslacht Pompe van Meerdervoort, was een rechter van antirevolutionairen huize die in de jaren tachtig van de negentiende eeuw en tijdens het kabinet-Kuyper Tweede Kamerlid was voor Zeeuwse districten. Hij was de schoonzoon van de antirevolutionair Saaymans Vader. In de Kamer sprak hij regelmatig over Zeeuwse aangelegenheden (met name over kanalen) en daarnaast bij diverse begrotingsbehandelingen.
- Biografisch Portaal: 53382204
- International Standard Name Identifier: 0000 0003 9096 7831
- Nederlandse Thesaurus van Auteursnamen: 151232210
- Parlement.com: vg09ll4wpjzl
- Virtual International Authority File: 284713548
- WorldCat: E39PBJyMhjXvCFHrpTfMXgDH4q